# Vicky Leandros (album)
Vicky Leandros is een album van de Grieks-Duitse zangeres Vicky Leandros, dat in 1972 verscheen. 
De liedjes zijn vrijwel allemaal in het Duits gezongen, inclusief Dann kamst du, de Duitse versie van Après toi waarmee Leandros in 1972 het Eurovisiesongfestival won. Zij werd begeleid door een orkest onder leiding van Arno Flor. Muziekproducent was haar vader Leo Leandros.
De meeste liedjes op de plaat waren Duitse vertalingen van Franse nummers die een paar maanden eerder, in het voorjaar van 1972, op de Franstalige lp Après toi waren verschenen. Dit Franstalige album verscheen meteen na Leandros' Songfestivaloverwinning en haalde de achttiende plaats in de LP Top 20.
De Duitse liedjes bleken succesvoller dan de Franse. Het succes van Vicky Leandros was deels te danken aan de nummer 1-notering voor het nummer Ich hab' die Liebe geseh'n.
Het album verscheen in juni 2015 op compact disc, toen het deel uitmaakte van een 5-cdbox getiteld Die Originale Album Box.

## Muziek
| Nr. | Titel                                                                      | Duur |
| --- | -------------------------------------------------------------------------- | ---- |
| 1.  | Alles was ich hab' (M. Panas, K. Munro, Y. Dessca)                         |      |
| 2.  | Leb dein Leben (M. Safka, G. Loose)                                        |      |
| 3.  | Hey, Joe McKenzie (M. Panas, K. Munro))                                    |      |
| 4.  | Love (John Lennon)                                                         |      |
| 5.  | Ich will frei sein wie der Wind (M. Panas, K. Munro)                       |      |
| 6.  | Wie konnt' ich wissen (M. Panas, K. Munro)                                 |      |
| 7.  | Ich hab' die Liebe geseh'n (Mikis Theodorakis, D. Christopoulou, R. Arnie) |      |
| 8.  | Dann kamst du (M. Panas, K. Munro, Y. Dessca))                             |      |
| 9.  | Ich lebe heut' (M. Panas, K. Munro)                                        |      |
| 10. | Augen wie Feuer (M. Panas, K. Munro)                                       |      |
| 11. | Der Sommer für uns beide (M. Panas, K. Munro)                              |      |
| 12. | Der Zahn unserer Zeit (M. Panas, K. Munro)                                 |      |

De meeste liedjes werden geschreven door Klaus Munro en Mario Panas, een pseudoniem voor Leo Leandros. Yves Dessca schreef de originele Franse teksten voor een aantal liedjes, terwijl Ralf Arnie de Duitse tekst schreef op het Griekse origineel van Ich hab' die Liebe geseh'n.
Leb dein Leben was een Duitse versie van Lay Down van Melanie.

## Hitnotering
Het album stond 44 weken in de Duitse albumlijst en haalde daarin een zevende plaats. Het album was in Nederland het meest succesvolle album in de carrière van Vicky. Eind 1972 behaalde het de derde plaats in de toenmalige LP Top 20 van Radio Veronica.

### NederlandseAlbum Top 10[1]
Het album haalde de eerste plaats net niet. Focus met Focus 3 zat Leandros dwars.
| Positie: | 8 | 4 | 2 | 3 | 4 | 3 | 3 | 4 | 5 | 8 | uit |